# Premio Augusto San Miguel
El Premio cultural Augusto San Miguel es un reconocimiento otorgado cada año por el Ministerio de Educación de Ecuador a los mejores trabajos cinematográficos de cine ecuatoriano. Se otorga en las categorías ficción y documental.

## Historia
El premio fue creado el 25 de mayo de 2006 por Raúl Vallejo, el entonces ministro de Educación ecuatoriano, mediante el Acuerdo ministerial n.º 507, en el que también se declaró el 7 de agosto como el Día del Cine Ecuatoriano, como recordatorio del estreno el 7 de agosto de 1924 de El tesoro de Atahualpa, primer filme ecuatoriano argumental.
El nombre del galardón fue escogido como homenaje a Augusto San Miguel, primer director, productor, actor y guionista cinematográfico del Ecuador.

## Galardonados
Los filmes ganadores reciben un premio consistente en 25,000 dólares para la categoría ficción y 10,000 dólares para la categoría documental.
| Año  | Categoría ficción                             | Categoría documental                                                                           |
| ---- | --------------------------------------------- | ---------------------------------------------------------------------------------------------- |
| 2006 | Cuando me toque a mí de Víctor Arregui        | N/A                                                                                            |
| 2007 | Prometeo Deportado de Fernando Mieles         | Alpachaca de Jorge Luis Narváez                                                                |
| 2008 | Blak Mama de Miguel Alvear y Patricio Andrade | Abuelos de Carla Valencia Dávila Estación Floresta de Pedro Intriago Blacio (MENCIÓN DE HONOR) |
| 2009 | Pescador de Sebastián Cordero                 | Con mi Corazón en Yambo de María Fernanda Restrepo                                             |
| 2010 | Mono con Gallinas de Alfredo León León        | AFRO. La voz de los tambores de Álvaro Muriel Castro                                           |